# Fiica lui Moș Crăciun 2
Fiica lui Moș Crăciun 2 (denumit și Fiica lui Moș Crăciun) (titlu original: Santa Baby 2, cunoscut și ca Santa Baby 2: Christmas Maybe) este un film de Crăciun de televiziune din 2009 regizat de Ron Underwood. Rolurile principale au fost interpretate de actorii Jenny McCarthy, Lynne Griffin, Jessica Parker Kennedy, Richard Side și Gabe Khouth. A avut premiera pe ABC Family la 13 decembrie 2009 în cadrul blocului de programe 25 Days of Christmas, fiind continuarea filmului din 2006, Fiica lui Moș Crăciun.

## Prezentare
De data aceasta, Moș Crăciun (Sorvino) nu se mai îmbolnăvește dar se hotărăște să se retragă și s-o lase pe fiica sa, Mary (McCarthy), să se ocupe de responsabilitățile sale obositoare. Mary nu mai dorește să renunțe la viața și cariera sa din New York NYC și cei doi se ceartă. Acest lucru pune în pericol Crăciunul, mai ales că un fost elf nemulțumit, Terry (Stables), pune la cale un conflict în regat.

## Distribuție
- Jenny McCarthy ca Mary Class/Claus
- Dean McDermott ca Luke Jessup
- Paul Sorvino ca Santa Claus/Moș Crăciun
- Lynne Griffin ca Mrs. Claus/Crăciuneasa
- Kelly Stables ca Teri
- Jessica Parker Kennedy ca Lucy elful
- Richard Side ca Gary elful
- Gabe Khouth ca Skip elful
- James Higuchi ca Dave elful
- Kristen Holden-Ried - Colin
- Miguelito Macario Andaluz ca Sandy
- Holly Ann Emerson ca femeia tânără
- Brendan Hunter - crainicul clubului de jazz
- Leah MacDonald - Gift Wrapper